# HotVolleys Volleyballteam
Das hotVolleys Volleyballteam, als Vienna hotVolleys oder hotVolleys Wien bezeichnet, ist ein österreichischer Volleyball-Verein, der in der Austrian Volley League (AVL) vertreten ist.
Mit insgesamt 18 Meistertiteln und 15 Pokalsiegen sind die aon hotVolleys die erfolgreichste Mannschaft im Männer-Volleyball Österreichs.

## Geschichte
Der Verein wurde 1953 als SK Görz 33 gegründet und änderte 1969 auf Limex und 1972 auf Club A. Tyrolia Wien. Unter diesem Namen gelang in den 1980er Jahren den Wienern die ersten Erfolge in Meisterschaft und Pokal. 1992 begann die erfolgreichste Ära des Vereins, der mit Ausnahme des Jahres 1995 bis 2004 alle Meistertitel und die meisten Pokalsiege holte. Ab 2005 reifte mit Hypo Tirol Innsbruck und SK Posojilnica Aich/Dob zwei Rivalen heran und die Wiener holten sich in den letzten Jahren dreimal, 2004, 2007 und 2008, den Meistertitel.
Namenshistorie
- gegründet 1953 als SK Görz 33
- ab 1969/70 Limex
- ab 1972/73 Club A. Tyrolia Wien
- ab 1988/89 Donaukraft Volleyballteam Wien
- 1999/2000 Bayernwerk hotVolleys
- 2000/01 e.on hotVolleys
- 2001/02 Hotvolleys Wien
- 2002/03 Vienna hotVolleys[2]
- ab 2003/04 Aon hotVolleys[3]
- seit 2009/10 hotVolleys[4]

### MEVZA
| - 2006: 1. Platz - 2007: 2. Platz - 2008: 3. Platz | - 2009: 3. Platz - 2010: 2. Platz - 2011: 9. Platz | - 2012: 8. Platz - 2013: nicht qualifiziert |

### Europapokal
| | Bewerb                                                        | Gegner | Ergebnis                                              | Final-Four                                     |
| --- | ------------------------------------------------------------- | --- | ----------------------------------------------------- | ---------------------------------------------- |
| 1981/82 | Volleyball Champions Cup                                      | Q: Honved Budapest | Q: 1:3, 0:3                                           | nicht erreicht                                 |
| 1982/83 | keine Teilnahme                                               | keine Teilnahme | keine Teilnahme                                       | keine Teilnahme                                |
| 1983/84 | Volleyball Champions Cup                                      | Q: Speedwell Rucanor Bristel 1/8: Vooronde Progona GVK 1/4: AS Cannes | Q: 3:2, 3:1 1/8: 2:3, 3:1 1/4: 3:2, 0:3               | nicht erreicht                                 |
| 1984/85 | Volleyball Champions Cup                                      | Q: Chênois Genf 1/8: Radiotechnik Riga | Q: 3:0, 3:0 1/8: 0:3, 0:3                             | nicht erreicht                                 |
| 1985/86 | Volleyball Champions Cup                                      | Q: CSKA Moskau | Q: 0:3, 0:3                                           | nicht erreicht                                 |
| 1986/87–1990/91 | keine Teilnahme                                               | keine Teilnahme | keine Teilnahme                                       | keine Teilnahme                                |
| 1991/92 | Europapokal der Pokalsieger                                   | Q: Hapoel Bat Yam 1/8: Gabeca Montichiari | Q: 3:0, 3:0 1/8: 0:3, 1:3                             | nicht erreicht                                 |
| 1992/93 | Volleyball Champions Cup                                      | Q: VC Mamer 1/8: Maes Pils Zellik | Q: 3:0, 3:1 1/8: 0:3, 1:3                             | nicht erreicht                                 |
| 1993/94 | Volleyball Champions Cup                                      | Q1: Genex Inzeneering Strumica Q2: Vildoga Muranija Riga 1/8: Explorari Baia Mare 1/4: Olympiacos Piraeus                                                                        | Q1: 3:2, 3:0 Q2: 3:0, 0:3 1/8: 3:0, 3:1 1/4: 0:3, 2:3 | nicht erreicht                                 |
| 1994/95 | Volleyball Champions Cup                                      | 1/8: Lausanne UC 1/4: Maes Pils Zellik | 1/8: 3:0, 3:1 1/4: 0:3, 2:3                           | nicht erreicht                                 |
| 1995/96 | Volleyball European CEV Cup (alt)                             | 1/8: Aris Thessaloniki | 1/8: 3:1, 0:3                                         | nicht erreicht                                 |
| 1996/97 | Volleyball Champions League                                   | Q2: Medikémia Szeged Gruppenphase, Gruppe A: Las Valtur Modena Noliko Maaseik Panathinaikos Athens Vojvodina Novi Sad Salonit Anhovo Halkbank Ankara Kazimierz-Plomien Sosnowiec | Q2: 3:0, 0:3 Gruppe A: 7. Platz                       | nicht erreicht                                 |
| 1997/98 | Volleyball Champions League                                   | Q2: Erzeni Shijak Gruppenphase, Gruppe A: Mladost Zagreb Paris UC Belogorie Belgorod Noliko Maaseik Nafta VKP Bratislava Piet Zoomers Apeldoorn Salonit Anhovo                   | Q2: 3:0, 3:0 Gruppe A: 7. Platz                       | nicht erreicht                                 |
| 1998/99 | Volleyball Champions League                                   | Q2: SC Espinho | Q2: 0:3, 1:3                                          | nicht erreicht                                 |
| 1999/2000 | Volleyball Champions League                                   | Q2: New Salamis Famagusta Gruppenphase, Gruppe A: Noliko Maaseik AZS Częstochowa Levski Siconco Sofia Izumrud Ekaterinburg SC Espinho Fatra Zlin Netas Istanbul                  | Q2: 3:0, 3:1 Gruppe A: 2. Platz                       | 1/2: Sisley Treviso 0:3 P3: Noliko Maaseik 2:3 |
| 2000/01 | Volleyball Champions League                                   | Gruppenphase, Gruppe B: Paris Volley Mostostal-Azoty Kedzierzyn Levski Siconco Sofia                                                                                             | Gruppe B: 4. Platz                                    | nicht erreicht                                 |
| 2001/02 | Volleyball Champions League                                   | Gruppenphase, Gruppe B: Mostostal-Azoty Kedzierzyn Olympiakos Piraeus Levski Siconco Sofia                                                                                       | Gruppe B: 4. Platz                                    | nicht erreicht                                 |
| 2002/03 | Volleyball Champions League                                   | Gruppenphase, Gruppe C: Paris Volley VfB Friedrichshafen Buducnost Podgorica Bank                                                                                                | Gruppe C: 3. Platz                                    | nicht erreicht                                 |
| 2003/04 | Volleyball Champions League                                   | Gruppenphase, Gruppe E: Noliko Maaseik Levski Siconco Sofia Mostostal-Azoty Kedzierzyn                                                                                           | Gruppe C: 2. Platz                                    | nicht erreicht                                 |
| 2004/05 | Volleyball Champions League                                   | Gruppenphase, Gruppe B: Panathinaikos Athens Jastrzębski Węgiel S.S.A. Levski Siconco Sofia Vojvodina Novolin Novi Sad 1/6: Sisley Treviso                                       | Gruppe B: 3. Platz 1/6: 1:3, 1:3                      | nicht erreicht                                 |
| 2005/06 | Volleyball Champions League                                   | Gruppenphase, Gruppe C: Sisley Treviso Noliko Maaseik AS Cannes evivo Düren 1/6 Iraklis Thessaloniki                                                                             | Gruppe C: 4. Platz 1/6: 0:3, 1:3                      | nicht erreicht                                 |
| 2006/07 | Volleyball Champions League                                   | Gruppenphase, Gruppe C: Knack Randstad Roeselare Lube Banca Marche Macerata BOT Skra Belchatow Levski Siconco Sofia Olympiacos Piraeus                                           | Gruppe C: 6. Platz                                    | nicht erreicht                                 |
| 2007/08 | Volleyball Champions League                                   | Gruppenphase, Gruppe D: Copra Piacenza Portol Drac Palma Mallorca Arkas Spor Izmir                                                                                               | Gruppe D: 4. Platz                                    | nicht erreicht                                 |
| 2008/09 | Volleyball Champions League Volleyball European CEV Cup       | Gruppenphase, Gruppe E: Volley Trentino ACH Volley Bled Oise Beauvais CR: Bre Banca Lannutti Cuneo                                                                               | Gruppe E: 4. Platz CR: 0:3, 0:3                       | nicht erreicht                                 |
| 2009/10 | Volleyball European CEV Cup                                   | 1/16: Kométa Kaposvár 1/8: Iraklis Thessaloniki | 1/16: 3:1, 2:3 1/8: 0:3, 0:3                          | nicht erreicht                                 |
| 2010/11 | Volleyball European CEV Cup                                   | 1/16: Kalo-Méh Kecskemét 1/8: Ziraat Bankasi Ankara | 1/16: 3:1, 3:0 1/8: 1:3, 0:3                          | nicht erreicht                                 |
| 2011/12 | Volleyball European Challenge Cup                             | R2: Pokka-AE Karava | R2: 0:3, 0:3                                          | nicht erreicht                                 |
| 2012/13 | keine Teilnahme                                               | keine Teilnahme | keine Teilnahme                                       | keine Teilnahme                                |
| 2013/14 | Volleyball European CEV Cup Volleyball European Challenge Cup | 1/16: Prefaxis Menen 1/16: TV Schönenwerd 1/8: İstanbul BBSK | 1/16: 2:3, 1:3 1/16: 3:0, 2:3 1/8: 0:3, 1:3           | nicht erreicht                                 |
| 2014/15–heute | keine Teilnahme                                               | keine Teilnahme | keine Teilnahme                                       | keine Teilnahme                                |
| Legende: Q: = Qualifikation, R = Runde, CR: = Challenge Runde, 1/16: = Sechzehntelfinale, 1/8: = Achtelfinale, 1/4: = Viertelfinale, 1/2: = Halbfinale, P3: = Spiel um Platz 3, F: = Finale |                                                               | |                                                       |                                                |

Der Verein nahm erstmals der CEV Volleyball Champions Cup erstmals in der Saison 1981/82 als Tyrolia Vienna teil, doch gegen Honved Budapest hatten die Wiener in der Qualifikationsrunde keine Chance. Eine Saison später qualifizierte sich Sokol Wien, der damalige österreichische Seriensieger für den Cup. Durch Siege über Speedwell Rucanor Bristel, Vooronde Progona GVK erreichte der Verein in der Saison 1983/84 erstmals ein Viertelfinale in diesem Bewerb, in dem die Wiener gegen AS Cannes verlor. Nachdem in der Saison 1998/99 schon in der Qualifikationsrunde Endstation war, wurde in der Saison 1999/2000 der wohl damals größte Erfolg eines österreichischen Volleyballvereins gefeiert. Nach Erreichen des 2. Platzes in der Gruppenphase mit Gegnern wie Noliko Maaseik, AZS Częstochowa, Levski Siconco Sofia, Isumrud Jekaterinburg, SC Espinho, VSC Fatra Zlín und Netas Istanbul zogen die Hotvolleys in das Final-Four ein, in dem Bayernwerk im Halbfinale Sisley Treviso klar und gegen Noliko Maaseik im Spiel um den 3. Platz knapp unterlagen. Durch diese guten Ergebnisse der Hotvolleys dürften ab der Saison 2004/05 zwei österreichische Vereine in diesem seit 1996/97 in Volleyball Champions League umbenannten Cup spielen.
In den folgenden Saisonen schied der Volleyballclub entweder schon in der Gruppenphase oder im Play-off (Sechstelfinale) aus, unter anderem in der Saison 2005/06, in der die Wiener erstmals hinter Hypo Tirol Innsbruck als Vizemeister in die Champions League startete. Die Wiener erreichten letztmals über der Gruppenphase mit Gegnern wie Sisley Treviso, Noliko Maaseik, AS Cannes und dem deutschen Vertreter evivo Düren die Play-offs, in denen sie gegen Iraklis Thessaloniki scheiterten.
Anfang der Saison 2008/09 wurde mit dem Türken Erol User, einem vermeintlich finanzstarken Geldgeber, der Präsidentenposten besetzt. Die versprochenen Millionen an finanzieller Unterstützung für die aon hotVolleys kamen jedoch nie auf dem Konto des Vereines an. User, der behauptete 63 % der Anteile am türkischen Spitzenfußballverein Fenerbahçe Istanbul zu halten, stellte sich im Laufe der Saison als Hochstapler heraus, ehe er von Manager Peter Kleinmann von seinem Amt suspendiert wurde. Später wurde bekannt, dass die Beteiligung an Fenerbahçe Istanbul durch möglicherweise gefälschte Dokumente belegt wurde, was User eine Anzeige wegen Betrugs einbrachte. Sportlich gesehen belegte der Verein in der Volleyball Champions League den 4. Platz und musste in der Challenge Runde des CEV Cups antreten, in der der Verein gegen Bre Banca Lannutti Cuneo verlor. Durch die starke Konkurrenz aus Tirol qualifizierten sich die Wiener die folgenden Jahre nur mehr für den CEV Cup oder im European Challenge Cup.

## Erfolge
- 18 × Österreichischer Meister: 1981, 1983, 1984, 1985, 1992, 1993, 1994, 1996, 1997, 1998, 1999, 2000, 2001, 2002, 2003, 2004, 2007, 2008
- 15 × Österreichischer Cupsieger: 1982, 1983, 1984, 1993, 1994, 1996, 1997, 1998, 1999, 2000, 2001, 2002, 2003, 2009, 2011